# Condado de Sumner (Kansas)
El condado de Sumner (en inglés: Sumner County), fundado en 1870, es uno de 105 condados del estado estadounidense de Kansas. En el año 2005, el condado tenía una población de 24,797 habitantes y una densidad poblacional de 8 personas por km². La sede del condado es Wellington. El condado recibe su nombre en honor al Senado de Massachusetts Charles Sumner. El condado forma parte del área metropolitana de Wichita.

## Geografía
Según la Oficina del Censo, el condado tiene un área total de 3069 km² (1184,9 mi²), de la cual 3061 km² (1181,9 mi²) es tierra y 8 km² (3,1 mi²) (0.25%) es agua.

### Condados adyacentes
- Condado de Sedgwick (norte)
- Condado de Butler (noreste)
- Condado de Cowley (este)
- Condado de Kay, Oklahoma (sureste)
- Condado de Grant, Oklahoma (suroeste)
- Condado de Harper (oeste)
- Condado de Kingman (noroeste)

## Demografía
Según la Oficina del Censo en 2000, los ingresos medios por hogar en el condado eran de $39,415, y los ingresos medios por familia eran $46,739. Los hombres tenían unos ingresos medios de $36,616 frente a los $23,020 para las mujeres. La renta per cápita para el condado era de $18,305. Alrededor del 9.50% de la población estaban por debajo del umbral de pobreza.

## Localidades
Población estimada en 2004;
- Wellington, 8,277 (sede)
- Belle Plaine, 1,649
- Conway Springs, 1,281
- Caldwell, 1,242
- Oxford, 1,134
- Argonia, 511
- South Haven, 378
- Geuda Springs, 210 (de la cual una pequeña parte se encuentra en el condado de Cowley)
- Milan, 135
- Mayfield, 111
- Mulvane, 5,755
- Hunnewell, 82

## Municipios
El condado de Sumner está dividido entre 30 municipios. Caldwell y Wellington son consideradas independientes a nivel de gobierno, y todos los datos de población para el censo e las ciudades son incluidas en el municipio.

## Educación

### Distritos escolares
- Mulvane USD 263
- Wellington USD 353
- Conway Springs USD 356
- Belle Plaine USD 357
- Oxford USD 358
- Argonia USD 359
- Caldwell USD 360
- South Haven USD 509